# Sang Som
Sang Som er en rom fra Thailand, destilleret fra sukkerrør. Sang Som blev indført i november 1977 og er siden blevet det dominerende mærke på det thailandske spiritusmarked. Over 70 millioner liter sælges i Thailand hvert år. Sang Som tegner sig for en markedsandel på mere end 70% i sin kategori. Sang Som vandt guldmedaljer i en spirituskonkurrencer i 1982 og 1983 i Madrid, Spanien. I 1983 vandt den guld i Düsseldorf, Tyskland, og igen i Spanien i 2006. De medaljer har en fremtrædende plads på produktets emballage. Sang Som er næsten ukendt uden for Thailand. Producenten, Sang Som Company, eksportere til omkring 20 lande, men eksportsalg tegner sig kun for knap én procent af det samlede salg.